# 2002-es Formula–1 brit nagydíj
A 2002-es Formula–1 világbajnokság tizedik futama a brit nagydíj volt.

## Futam
|    | Rsz. | Versenyző             | Csapat           | Körök | Idő/Kiesések  | Start | Pontok |
| -- | ---- | --------------------- | ---------------- | ----- | ------------- | ----- | ------ |
| 1  | 1    | Michael Schumacher    | Ferrari          | 60    | 1:31:45.015   | 3     | 10     |
| 2  | 2    | Rubens Barrichello    | Ferrari          | 60    | +14.578       | 2     | 6      |
| 3  | 6    | Juan Pablo Montoya    | Williams-BMW     | 60    | +31.661       | 1     | 4      |
| 4  | 11   | Jacques Villeneuve    | BAR-Honda        | 59    | +1 Kör        | 9     | 3      |
| 5  | 12   | Olivier Panis         | BAR-Honda        | 59    | +1 Kör        | 13    | 2      |
| 6  | 7    | Nick Heidfeld         | Sauber-Petronas  | 59    | +1 Kör        | 10    | 1      |
| 7  | 9    | Giancarlo Fisichella  | Jordan-Honda     | 59    | +1 Kör        | 17    |        |
| 8  | 5    | Ralf Schumacher       | Williams-BMW     | 59    | +1 Kör        | 4     |        |
| 9  | 8    | Felipe Massa          | Sauber-Petronas  | 59    | +1 Kör        | 11    |        |
| 10 | 3    | David Coulthard       | McLaren-Mercedes | 58    | +2 Kör        | 6     |        |
| 11 | 17   | Pedro de la Rosa      | Jaguar-Cosworth  | 58    | +2 Kör        | 21    |        |
| 12 | 15   | Jenson Button         | Renault          | 54    | Kerék         | 12    |        |
| Ki | 10   | Szató Takuma          | Jordan-Honda     | 50    | Motor         | 14    |        |
| Ki | 4    | Kimi Räikkönen        | McLaren-Mercedes | 44    | Motor         | 5     |        |
| Ki | 14   | Jarno Trulli          | Renault          | 29    | Elektronika   | 7     |        |
| Ki | 21   | Enrique Bernoldi      | Arrows-Cosworth  | 28    | Kardántengely | 18    |        |
| Ki | 16   | Eddie Irvine          | Jaguar-Cosworth  | 23    | Kipördülés    | 19    |        |
| Ki | 20   | Heinz-Harald Frentzen | Arrows-Cosworth  | 20    | Motor         | 16    |        |
| Ki | 24   | Mika Salo             | Toyota           | 15    | Kardántengely | 8     |        |
| Ki | 23   | Mark Webber           | Minardi-Asiatech | 9     | Kuplung       | 20    |        |
| Ki | 25   | Allan McNish          | Toyota           | 0     | Kuplung       | 15    |        |

## A világbajnokság élmezőnyének állása a verseny után
| H  | Versenyzők         | Pont | H  | Konstruktőrök    | Pont |
| -- | ------------------ | ---- | -- | ---------------- | ---- |
| 1. | Michael Schumacher | 86   | 1. | Ferrari          | 118  |
| 2. | Rubens Barrichello | 32   | 2. | Williams-BMW     | 61   |
| 3. | Juan Pablo Montoya | 31   | 3. | McLaren-Mercedes | 37   |
| 4. | Ralf Schumacher    | 30   | 4. | Renault          | 14   |
| 5. | David Coulthard    | 26   | 5. | Sauber-Petronas  | 10   |

## Statisztikák
Vezető helyen:
- Juan Pablo Montoya: 15 (1-15)
- Michael Schumacher: 45 (16-60)

Michael Schumacher 60. (R) győzelme, Juan Pablo Montoya 8. pole-pozíciója, Rubens Barrichello 6. leggyorsabb köre.
- Ferrari 152. győzelme.